# Brittiska F3-mästerskapet 2000
Brittiska F3-mästerskapet 2000 var ett race som vanns av Antonio Pizzonia, som adderade titeln till sin seger året innan i Brittiska formel Renault.

## Slutställning
| Plats | Förare             | Poäng |
| ----- | ------------------ | ----- |
| 1     | Antonio Pizzonia   | 200   |
| 2     | Tomas Scheckter    | 161   |
| 3     | Takuma Sato        | 129   |
| 4     | Narain Karthikeyan | 100   |
| 5     | Gianmaria Bruni    | 95    |
| 6     | Nicolas Kiesa      | 77    |